# Gashtīārī
Gashtīārī (persiska: گَشتياری) är en ort i Iran.   Den ligger i provinsen Kohgiluyeh och Buyer Ahmad, i den centrala delen av landet, 500 km söder om huvudstaden Teheran. Gashtīārī ligger 1 036 meter över havet och antalet invånare är 142.
Terrängen runt Gashtīārī är varierad. Gashtīārī ligger nere i en dal. Runt Gashtīārī är det ganska glesbefolkat, med 47 invånare per kvadratkilometer. Närmaste större samhälle är Shetāb, 18,8 km sydväst om Gashtīārī. Omgivningarna runt Gashtīārī är i huvudsak ett öppet busklandskap.